# Lastrilla
Lastrilla ist ein spanischer Ort in der Provinz Palencia der Autonomen Gemeinschaft Kastilien und León. Der Ort gehört zu Pomar de Valdivia, er liegt 13 Kilometer nordöstlich vom Hauptort der Gemeinde. Lastrilla liegt als Exklave der Provinz Palencia in Kantabrien.

## Sehenswürdigkeiten
- Kirche Santiago Apóstol, mit Resten eines romanischen Vorgängerbaus